# Solomon Kvirkvelia
Solomon Kvirkvelia ( en georgiano: სოლომონ კვირკველია; Samtredia, 6 de febrero de 1992) es un futbolista georgiano que juega de defensa en el F. C. Torpedo Kutaisi de la Erovnuli Liga.

## Selección nacional

### Participaciones en Eurocopas
| Copa          | Sede     | Resultado        | Partidos | Goles |
| ------------- | -------- | ---------------- | -------- | ----- |
| Eurocopa 2024 | Alemania | Octavos de final | 3        | 0     |

## Clubes
| Club                            | País           | Año       |
| ------------------------------- | -------------- | --------- |
| F. C. Rubin Kazán               | Rusia          | 2011-2017 |
| F. C. Neftekhimik (cedido)      | Rusia          | 2012      |
| F. C. Lokomotiv Moscú (cedido)  | Rusia          | 2017      |
| F. C. Lokomotiv Moscú           | Rusia          | 2017-2021 |
| F. C. Rotor Volgogrado (cedido) | Rusia          | 2020-2021 |
| F. C. Metalist 1925 Járkov      | Ucrania        | 2021-2022 |
| F. C. Gagra (cedido)            | Georgia        | 2022      |
| Neftçi P. F. K.                 | Azerbaiyán     | 2022-2023 |
| Al-Okhdood Club                 | Arabia Saudita | 2023-2024 |
| F. C. Dinamo Tbilisi            | Georgia        | 2024      |
| F. C. Torpedo Kutaisi           | Georgia        | 2025-     |

## Palmarés

### Campeonatos nacionales
| Título                | Club                  | País  | Año  |
| --------------------- | --------------------- | ----- | ---- |
| Copa de Rusia         | F. C. Rubin Kazán     | Rusia | 2012 |
| Copa de Rusia         | F. C. Lokomotiv Moscú | Rusia | 2017 |
| Liga Premier de Rusia | F. C. Lokomotiv Moscú | Rusia | 2018 |
| Copa de Rusia         | F. C. Lokomotiv Moscú | Rusia | 2019 |
| Supercopa de Rusia    | F. C. Lokomotiv Moscú | Rusia | 2019 |